# Everest (film)
Everest (v originále Everest) je americké dobrodružné filmové drama z roku 2015 režiséra Baltasara Kormákura. Film byl poprvé promítán 2. září 2015 na Benátském filmovém festivalu. Je vytvořený ve formátu IMAX 3D.

## Děj
Film je založen na skutečných událostech, které se odehrály v Himálaji v květnu 1996. Popisuje výstup tří komerčních expedic na vrchol Everestu, které zahrnovaly jak zkušené horolezce, tak i turisty, kteří neměli žádné zkušenosti s dobytím osmitisícových hor. Zpočátku výstup probíhal úspěšně, ale během sestupu se zhoršilo počasí a několik zákazníků uvízlo v silné bouři, ve které zahynulo pět lidí. Počet oběti by byl větší, kdyby kazašský horolezec Anatolij Bukrejev nezachránil tři účastníky expedice.

## Herecké obsazení
| Jason Clarke             | Rob Hall, vůdce expedice                       |
| Jake Gyllenhaal          | Scott Fischer, vůdce expedice                  |
| Josh Brolin              | Beck Weathers, lékař                           |
| John Hawkes              | Doug Hansen, zákazník, povoláním pošťák        |
| Sam Worthington          | Guy Cotter                                     |
| Robin Wrightová          | Peach Weathers, Beckova manželka               |
| Michael Kelly            | Jon Krakauer, novinář                          |
| Keira Knightleyová       | Jan Arnold, Hallova těhotná manželka           |
| Emily Watsonová          | Helen Wilton, vedoucí základního tábora        |
| Tom Wright               | Michael Groom, australský horolezec            |
| Martin Henderson         | Andy Harris                                    |
| Elizabeth Debicki        | Caroline Mackenzie, lékařka v základním táboře |
| Naoko Moriová            | Jasuko Nambová, japonská horolezkyně           |
| Mia Goth                 | Meg Weathers, Beckova dcera                    |
| Vanessa Kirby            | Sandy Hill                                     |
| Ingvar Eggert Sigurðsson | Anatolij Bukrejev                              |

## Citáty
I cesta může být cíl.